# Jacques Ignace Hittorff

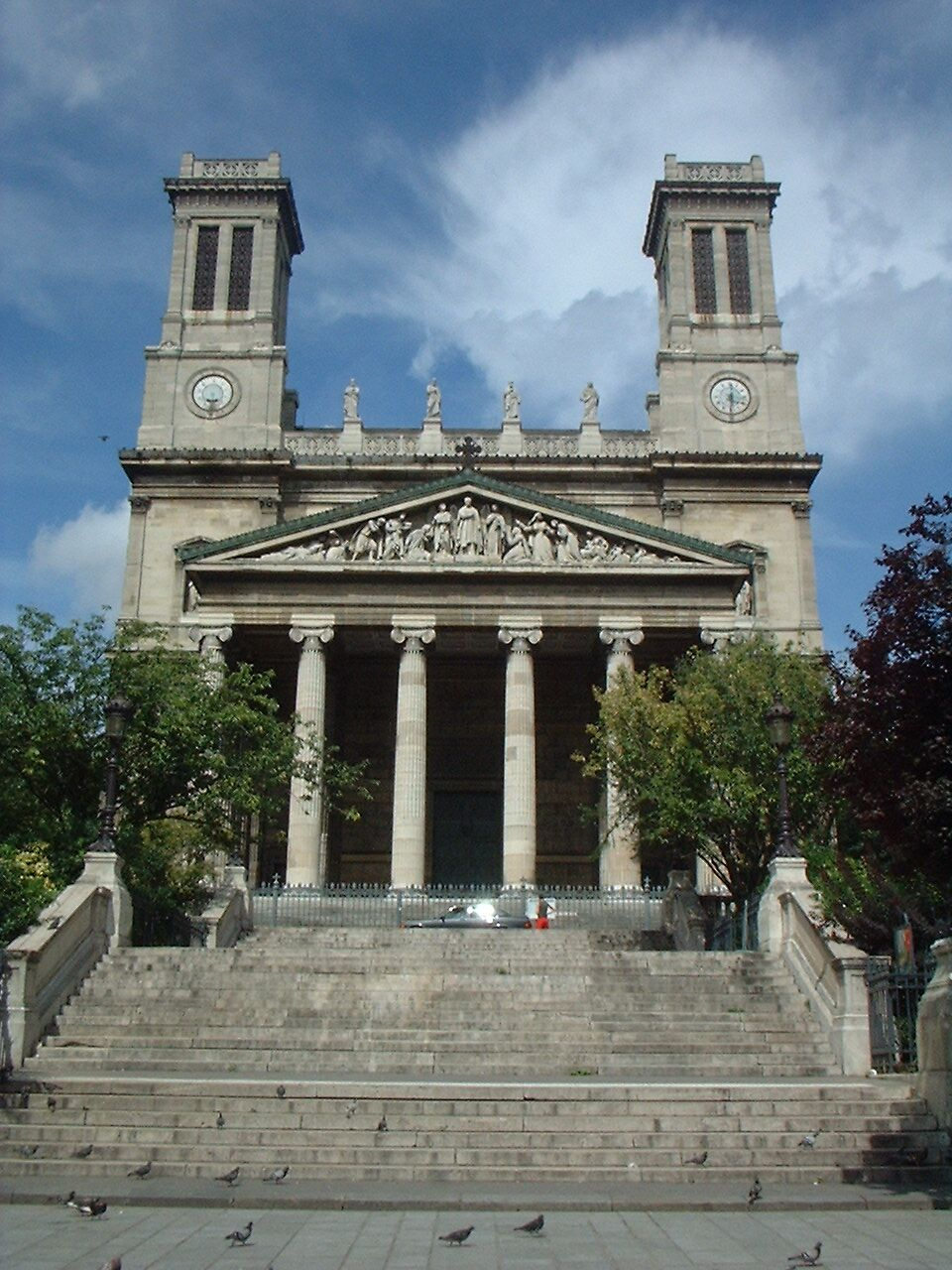
Saint-Vincent-de-Paul i Paris.

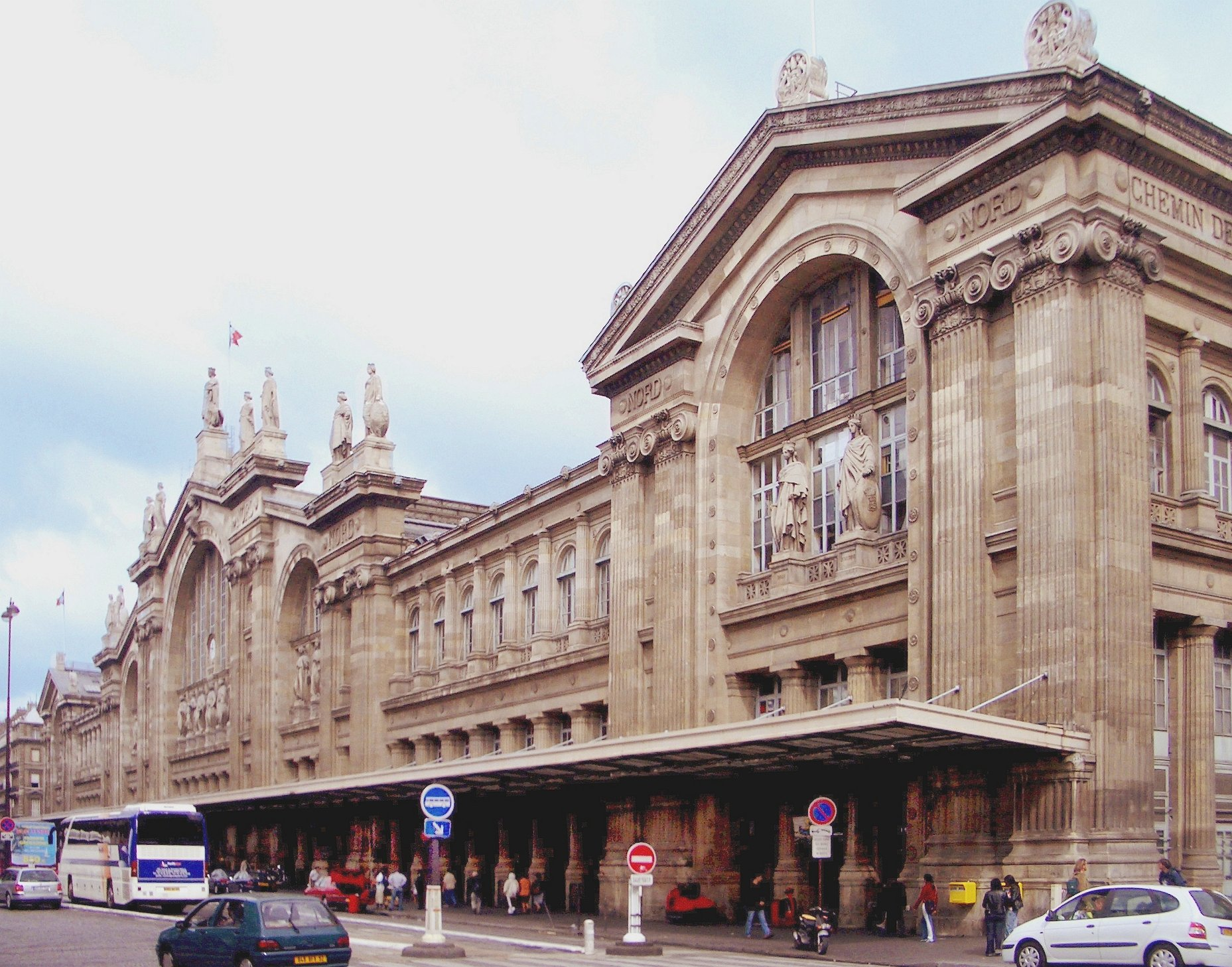
Gare du Nord i Paris.

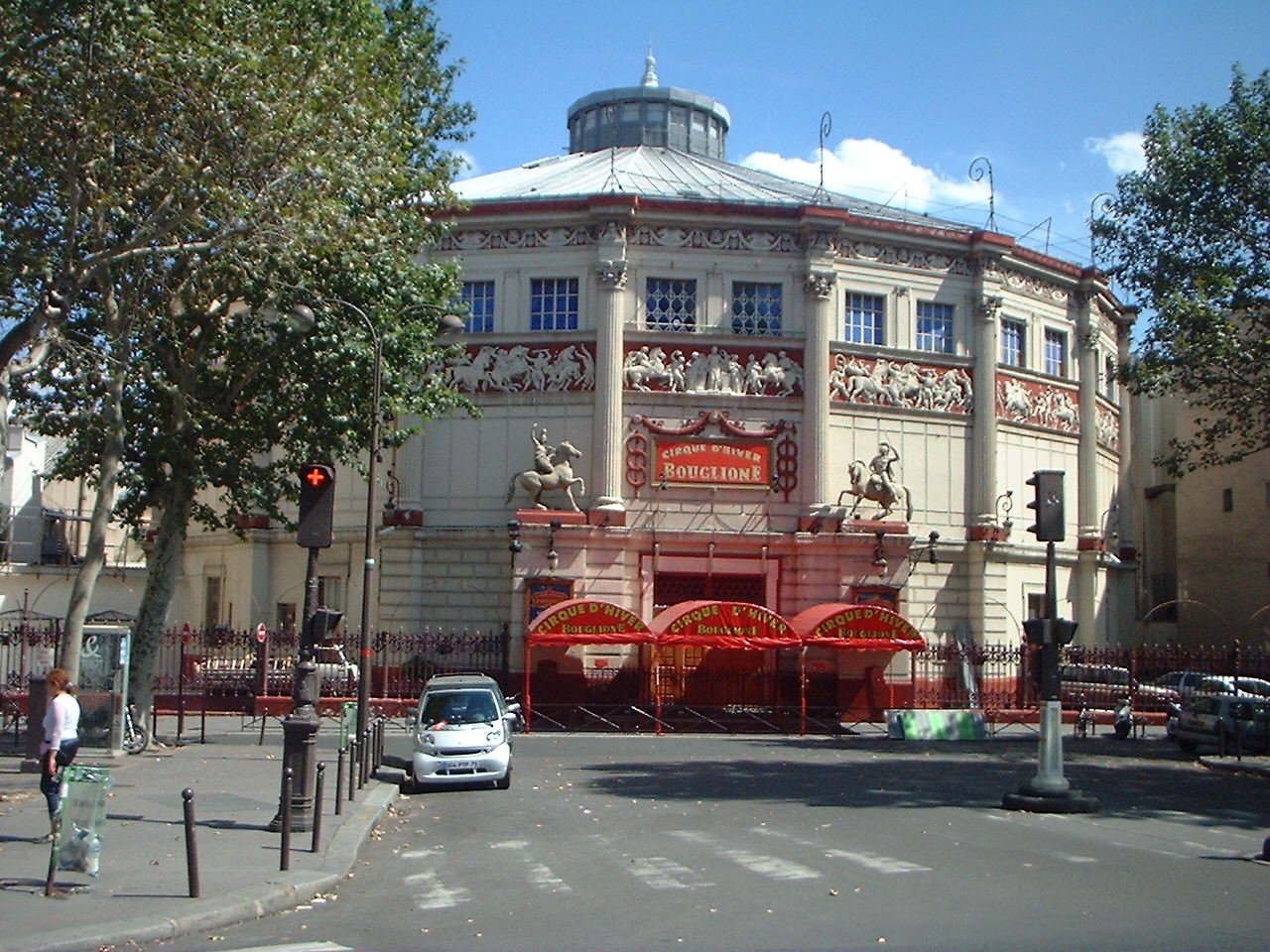
Cirque d'hiver i Paris, ritad av Hittorff 1852.

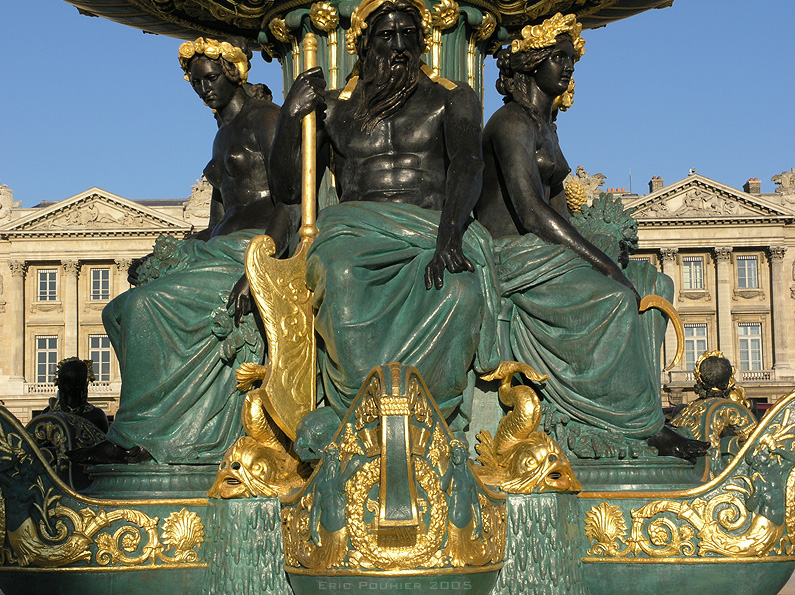
Fontän på place de la Concorde.

Jacques-Ignace (ursprungligen Jakob Ignaz) Hittorff, född 20 augusti 1792 i Köln, död 25 mars 1867 i Paris, var en fransk arkitekt.
Hittorff kom till Paris 1810 tillsammans med sin vän Franz Christian Gau. Han studerade vid École des beaux-arts i Charles Perciers ateljé. Åren 1822-24 reste Hittorff i Italien (bland annat tillsammans med den danske skulptören Bertel Thorvaldsen och den tyske arkitekten Karl Ludwig von Zanth) där han bland annat kunde ta del av nya rön som pekade på att de antika ruinerna varit bemålade. Hittorff kom att undersöka polykromin under antiken och propagerade för att klassicismen skulle ha mycket färg. Hittorff anses varken ha varit en avancerad tänkare eller talangfull arkitekt men hans idéer fungerade som en katalysator for några viktigare arkitekter som Félix Duban, Henri Labrouste, Louis Duc och Leon Vaudoyer.

## Hittorffs viktigaste egna verk
- 1831-1844 Saint-Vincent-de-Paul i Paris
- 1844-1850 Mairie i Paris 5:e arrondissement, Place du Panthéon
- 1852 Cirque d'hiver i Paris
- 1861-1865 Gare du Nord i Paris

## Skrifter
- Restitution du temple d'Empédocle à Sélinonte ou L'architecture polychrome chez les Grecs (1851).
- Architecture antique de la Sicile (3 volymer, 1826-1830 ; 1866-1867).